# Брянский, Александр Александрович
Алекса́ндр Алекса́ндрович Бря́нский (10 (22) марта 1866 — 16 октября 1926) — русский актёр, режиссёр, антрепренёр.

## Биография
В 1883 году пел в хоре театра Лентовского в Москве, затем перешёл в оперетту.
Первые режиссёрские опыты Брянского относятся к 1890-м годам. Ставил злободневные сатирические обозрения, которые основывались на так называемом «номерном» принципе. Оперетты в его постановке изобиловали оригинальными «вставными» номерами — со сценками комедийно-буффонного характера, модными танцами, романсами.
Как режиссёр при работе над массовыми сценами, для наибольшего впечатления на зрителей Брянский предпочитал использовать разнообразные пышные постановочные эффекты и сценические приёмы, иногда требовавшие непростых технических решений.
Среди лучших постановок А. А. Брянского (в Петербурге) — «Весёлая вдова» Легара, «Иветта» Фалля. Брянскому принадлежат также первые постановки оперетт-мозаик в аранжировке В. П. Валентинова («В волнах страстей», «Тайны гарема» и других).
В кинематограф пришел вместе с Е. Бауэром в 1912 году. В качестве кинорежиссёра снял несколько немых фильмов. В то же время снимался и как актёр. После 1914 года отходит от деятельности в кино.